# Елізабет Арнольд Гопкінс По
Елізабет Арнольд Гопкінс По (1787 — 8 грудня 1811) американська акторка англійського походження і мати американського письменника Едґара Аллана По.

## Життя та кар'єра
Елізабет Арнольд народилася у родині Генрі та Елізабет Арнольд у Лондоні навесні 1787 р. Її мати була актрисою сцени в Лондоні з 1791 по 1795 рік. Генрі помер у 1789 році, і в листопаді 1795 року мати і дочка відпливли з Англії до США, прибувши до Бостона, штат Массачусетс, 3 січня 1796 року
Арнольд дебютувала на бостонській сцені у віці дев'яти років, лише через три місяці після її прибуття до Сполучених Штатів. Вона зіграла персонажа на ім'я Бідді Блер у фарсі Девіда Гарріка «Міс у підлітковому віці» і отримала високу оцінку в «Портленд Геральд». Пізніше того ж року Елізабет вийшла заміж за музиканта Чарльза Таббса, який відплив разом з Арнольдами з Англії. Невелика сім'я об'єдналася з менеджером містером Едгаром і створила театральну трупу під назвою «Комедіанти Чарльстона».
Елізабет, мати Елізи, померла, коли ця трупа подорожувала Північною Кароліною. Про її смерть відомо мало, але вона зникла з театральних записів у 1798 році, і передбачається, що вона померла незабаром після цього.
Після смерті матері, Еліза залишилася в театральній трупі. Вона дотримувалась традиції того часу, коли актори їздили з міста в місто, щоб виступати протягом кількох місяців. Актори, театри та глядачі мали широкий спектр вишуканості. Одним з найбільш вражаючих місць, де вона виступала, був театр «Каштанова вулиця» біля Залу Незалежності у Філадельфії, штат Пенсільванія, в якому могли розміститися дві тисячі глядачів. За свою кар'єру вона зіграла близько 300 партій, а також хорові та танцювальні ролі, зокрема персонажів Вільяма Шекспіра Джульєтту Капуле і Офелію. Влітку 1802 року, у віці п'ятнадцяти років, Еліза вийшла заміж за Чарльза Гопкінса. Гопкінс помер через три роки в жовтні 1805 р., можливо, від жовтої гарячки, залишивши Елізу вісімнадцятирічною вдовою.
Народжений в Балтіморі Девід По-молодший побачив, як Еліза виступала в Норфолку, штат Вірджинія, і вирішив приєднатися до її акторської трупи, відмовившись від планів своєї сім'ї щодо вивчення права. По одружився з Елізою лише через шість місяців після смерті Гопкінса у 1806 р.
Пара подорожувала по Новій Англії та решті північного сходу США, граючи в різних містах, таких як Річмонд, Філадельфія, та в літньому театрі на відкритому повітрі в Нью-Йорку, перш ніж нарешті оселитися в Бостоні. Хоча часи були важкими, у пари народилося двоє синів; Вільям Генрі Леонард народився в січні 1807 р. (через дев'ять місяців після їхнього весілля), а Едгар народився 19 січня 1809 р. в пансіонаті поблизу Бостону Коммон, недалеко від місця виступу їхньої трупи. Еліза виступала за 10 днів до народження Едгара, і, можливо, назвала свого другого сина на честь містера Едгара, який очолював коміків із Чарльстона.
Сім'я переїхала в Нью-Йорк влітку 1809 р. Елізу часто хвалили за її акторські здібності, тоді як виступи Девіда регулярно критикували жорстко, можливо, через його власний страх перед сценою. Девід, злісний алкоголік, покинув сцену та свою сім'ю приблизно через шість тижнів після переїзду до Нью-Йорка. Хоча доля Девіда невідома, є деякі докази того, що він помер у Норфолку 11 грудня 1811 р. За його відсутності Еліза народила третю дитину, дочку, яку вона назвала Розалі, у грудні 1810 року. Пізніше Розалі назвали «відсталою», і вона, можливо, мала вади в розумовому розвитку. Еліза продовжувала подорожувати, виступаючи.

## Смерть
У 1811 році, перебуваючи в пансіонаті в Річмонді, штат Вірджинія, на виставі, Еліза почала плювати кров'ю. Її виступи стали рідшими до жовтня 1811 р., коли вона взагалі перестала з'являтися. Її остання вистава відбулася 11 жовтня 1811 року у ролі графині Вінтерсен у виставі під назвою «Незнайомець».
Друзі та колеги-актори містер і місіс Люк Ашер (назва, можливо, надихнула казку По «Падіння дому Ашер») піклувались про дітей під час хвороби Елізи, і багато хто в районі Річмонда цікавився її здоров'ям. 29 листопада того ж року Річмондський театр оголосив бенефіс від її імені. Місцеве видання «Enquirer» повідомило, що їй потрібна допомога: «Цієї ночі місіс По, затримуючись на ліжку у хворобі, оточена своїми дітьми, просить вашої допомоги і, можливо, востаннє просить її».
Еліза померла в неділю вранці, 8 грудня 1811 року, у віці 24-х років в оточенні своїх дітей. Зазвичай вважається, що вона померла від туберкульозу. Похована в єпископській церкві Святого Іоанна в Річмонді. Хоча фактичне місце її поховання невідоме.
Після її смерті троє її дітей були розлучені. Вільям Генрі Леонард По жив зі своїм бабусею та дідусем по батькові в Балтиморі, Едгара По взяли Джон і Френсіс Аллан в Річмонд, а Розалі По усиновили Вільям і Джейн Скотт Маккензі в Річмонді, штат Вірджинія.

## Вплив
Хоча він був молодим, коли вона померла, Едгар По сильно постраждав від смерті Елізи По, і багато його творів відображають її вплив. У його першій опублікованій роботі «Метценгерштейн» є пожежа, яка спалила великий будинок, можливо, відображаючи вогонь, який знищив театр Річмонда, де вона виступала. Пожежа сталася в грудні 1811 р., лише через три тижні після її смерті. Рання втрата матері та інших жінок, зокрема дружини Вірджинії, також могла надихнути Едгара По на часто використовувану літературну тему про вмираючих жінок. Ця тема присутня у таких роботах, як «Ворон».